# Joske Ereli

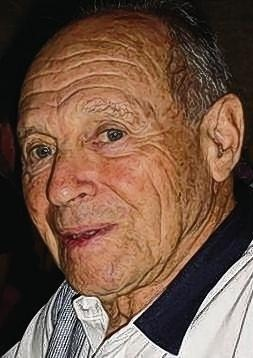
Joske Ereli (2007)

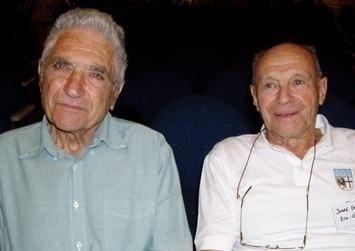
Joske Ereli (rechts) mit seinem Bad Kissinger Schulfreund, dem Physiker Jack Steinberger (am 23. Juli 2008 in Bad Kissingen)

Joske Ereli, geboren als Hans-Josef Ehrlich (* 13. September 1921 in Bad Kissingen, Unterfranken; † 4. November 2014 in Tel Aviv), war ein Israeli deutsch-jüdischer Herkunft, ein ehemaliger Kur-Geschäftsführer und Fremdenverkehrsdirektor des israelischen Kibbuz En Gedi. Er war Initiator und aktiver „Motor“ der Partnerschaft zwischen den Landkreisen Bad Kissingen und Tamar, wofür er mehrfach ausgezeichnet wurde. Er ist einer der wenigen ausländischen Träger des deutschen Bundesverdienstkreuzes am Bande.

## Leben
Sein Vater Ludwig Ehrlich führte mit Ehefrau Grete und seinem Bruder Franz das angesehene Modehaus „Felix Ehrlich“ in der Kurstadt Bad Kissingen (Ludwigstraße 17), damals das größte Geschäft der Gegend. Sein Großvater war 1908 als erster Jude in den Bad Kissinger Magistrat gewählt worden. Hans-Josef hatte eine Schwester Shoshana und einen Bruder Felix.
Seit 1935 durfte Ehrlich (Ereli) nicht mehr in die Kissinger Schule, weshalb er in ein jüdisches Internat nach Coburg wechselte. Von März bis September 1938 half er im elterlichen Modehaus, danach arbeitete er in einem Vorbereitungslager für Auswanderer nach Palästina in der Landwirtschaft, da er gern Landwirt werden wollte.
Noch im selben Jahr emigrierte Ehrlich in das damalige Palästina, wo er später in der israelischen Armee diente und sich als israelischer Offizier – so eine Weisung Ben Gurions für alle Offiziere – in Joske Ereli umbenennen ließ. Im Kibbuz En Gedi am Toten Meer fand er bald seine neue Heimat. Später war er Geschäftsführer des Kurbetriebs im Kibbuz En Gedi – eine rein zufällige Parallele zu seiner Geburtsstadt. Sein Verdienst ist es auch, dass der Kibbuz sich zu einem beliebten Fremdenverkehrsort entwickelte.
Im Jahr 1959 kehrte er erstmals wieder nach Bad Kissingen zurück. Bei seinem zweiten Deutschland-Besuch im Jahr 1972 erlebte er als Besucher der Olympischen Spiele in München den Terrorangriff (Münchner Olympia-Attentat) der palästinensischen Terrororganisation „Schwarzer September“ auf die israelischen Sportler mit.

## Verdienste um deutsch-jüdische Aussöhnung
Im Jahr 1979 hielt sich eine Gruppe Jugendlicher aus Bad Kissingen durch Vermittlung der Gewerkschaftsjugend aus Tel Aviv im Kibbuz En Gedi auf. Da er als Einziger im Kibbuz Deutsch sprach, wurde Ereli gebeten, die deutschen Jugendlichen zu betreuen. Dieses Treffen war der Anstoß für ihn, sich seitdem für die Aussöhnung zwischen Deutschen und Juden, speziell zwischen dem deutschen Landkreis Bad Kissingen und dem israelischen Landkreis Tamar einzusetzen. 1984 gab es die ersten offiziellen Kontakte zwischen beiden Landkreisen. Es folgte ein regelmäßiger Jugendaustausch, doch erst 17 Jahre später kam es im Jahr 1997 auf sein unaufhaltsames Drängen hin endlich zu einer offiziellen Partnerschaft zwischen beiden Landkreisen, die seitdem von allen Verantwortlichen intensiv betrieben wird.

## Ehrungen
Im Jahr 2001 erhielt Ereli die Bürgermedaille in Silber der Stadt Bad Kissingen und das Silberne Ehrenzeichen des Landkreises Bad Kissingen.  Am 17. August 2009 überreichte ihm Bayerns Innenminister Joachim Herrmann im Auftrag des Bundespräsidenten und im Beisein von Charlotte Knobloch, der Präsidentin des Zentralrats der Juden in Deutschland, im Haus der Israelitischen Kultusgemeinde München das Bundesverdienstkreuz am Bande. Die offizielle Begründung lautete, Joske Ereli habe sich durch sein unermüdliches Wirken um die Völkerverständigung und Aussöhnung zwischen Israel und Deutschland herausragende Verdienste erworben. Ereli ist somit einer der wenigen Ausländer, die mit dem deutschen Bundesverdienstkreuz ausgezeichnet wurden.